# Colcura
Colcura (del mapudungún «Colicura», piedras pardas o coloradas) es una localidad chilena perteneciente a la comuna de Lota, ubicada en la Provincia de Concepción, Región del Bío-Bío. Se ubica a 5,1 km de la ciudad de Lota, y a 43,5 km de la capital provincial y regional, Concepción. Geográficamente se encuentra emplazada en el Valle de Colcura.

## Historia

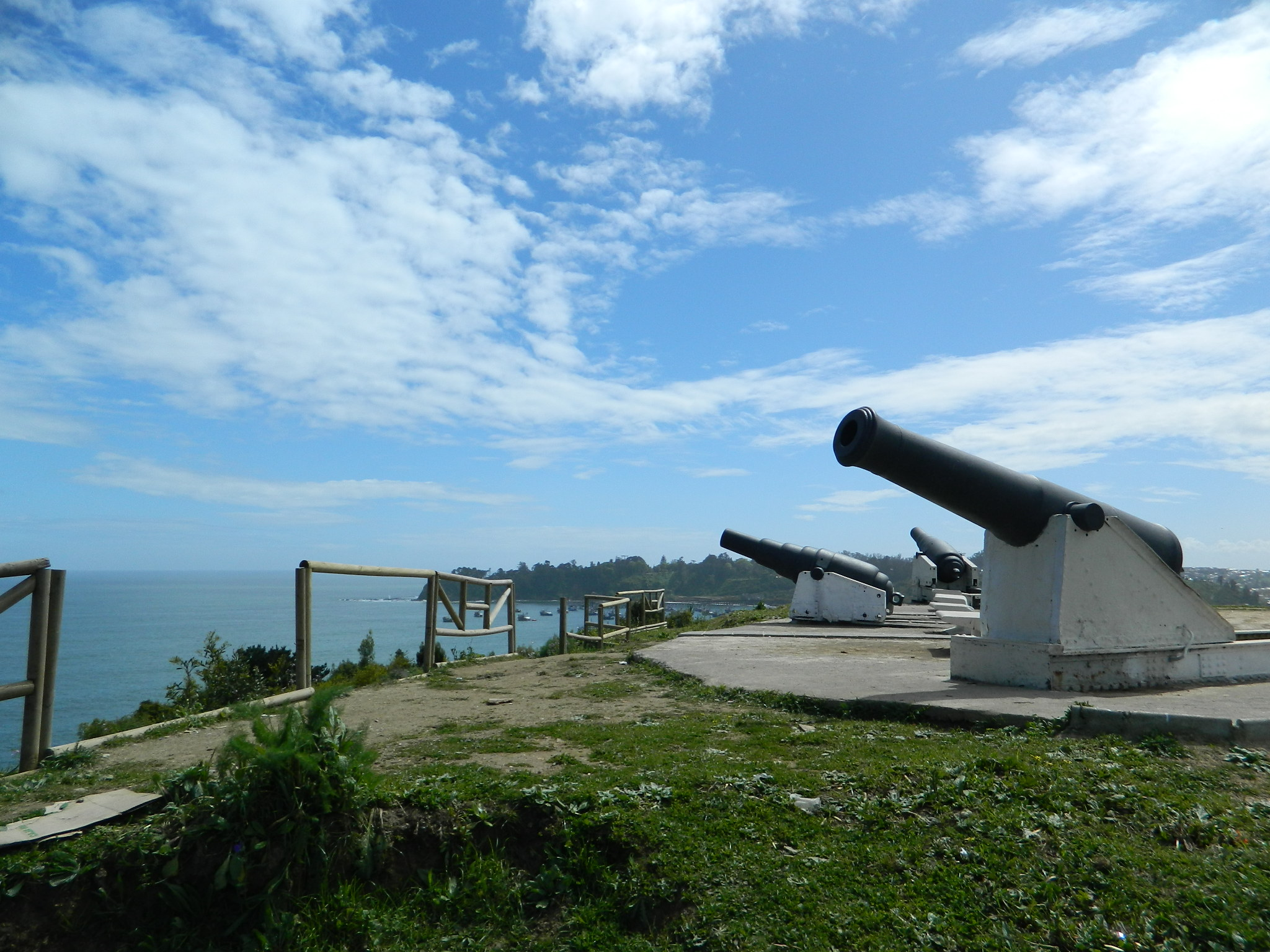
El Fuerte de Colcura en 2012

La historia de la ciudad es antecedida por la del Fuerte de Colcura, emplazado en sus inmediaciones en 1602 durante la época colonial del Imperio español. Se estableció por orden del Gobernador Alonso de Ribera (1601-1605) bajo el nombre de San Miguel Arcángel. La fortificación fue abandonada y repoblada en diversas ocasiones según cómo se iba desenvolviendo la Guerra de Arauco.
En febrero de 1662, el gobernador Pedro Porter Casanate (1656-1662) alzó la fortificación San Miguel Arcángel de Colcura sobre los antiguos cimientos del antiguo fuerte. Allí muere el 27 de febrero de ese año, siendo sucedido brevemente por el interino Diego González Montero (27 de febrero-22 de mayo) y luego por Ángel de Peredo (1662-1664) quien marcha un poco hacia el sur con 700 soldados y funda la Playa de San Miguel Arcángel de Peredo, que más tarde pasaría a llamarse Colcura.
Fue la primera capital administrariva del antiguo Departamento de Lautaro hasta 1841, cuando fue trasladada a Santa Juana y pasó a ser una subdelegación hasta que el departamento fue rebautizado como Departamento de Coronel.

## Atracciones turísticas

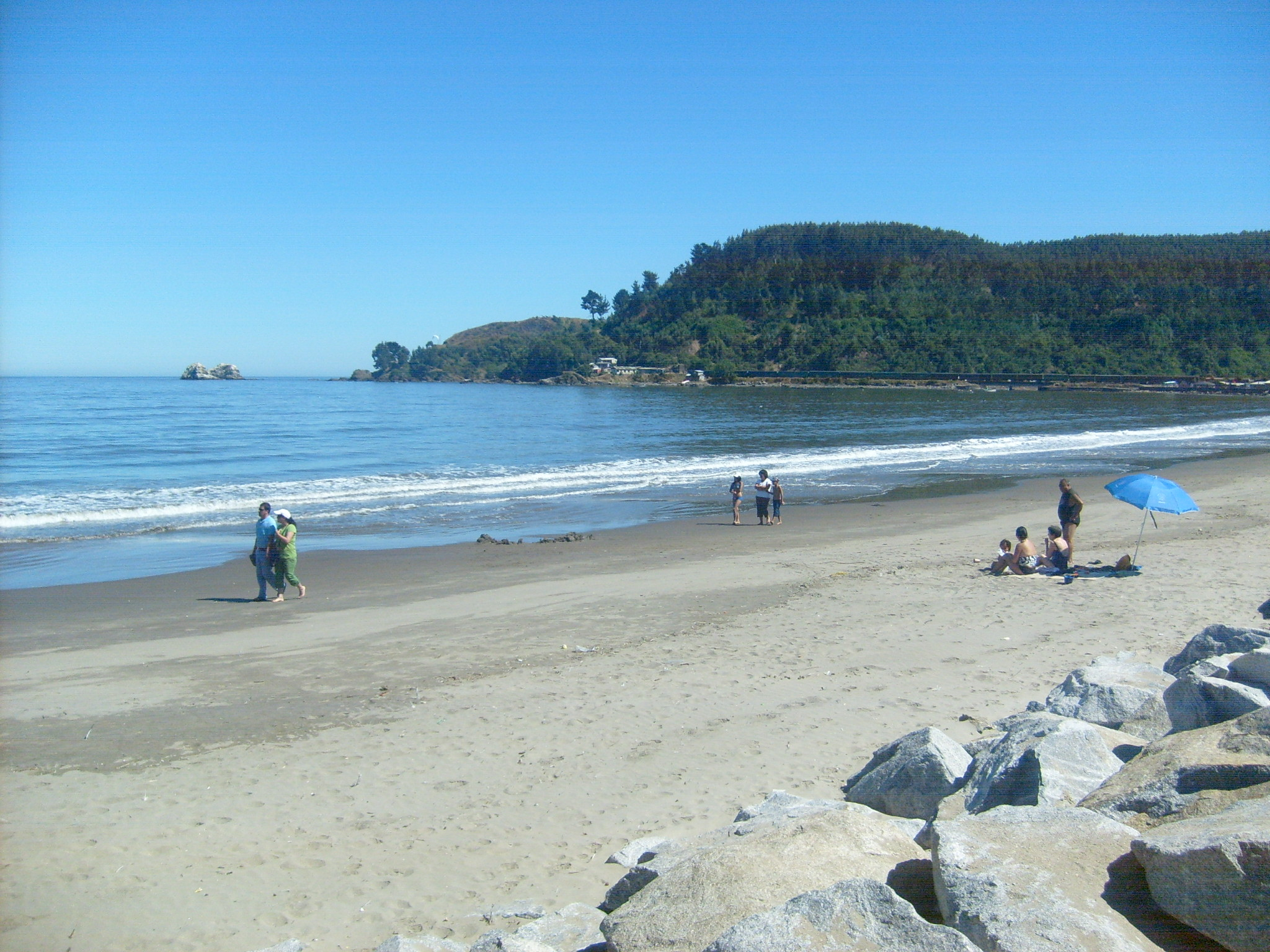
Playa de Colcura en 2007

Desde 1977, el Fuerte de Colcura es considerado Monumento Histórico de Chile, siendo uno de los atractivos turísticos de Colcura.
En la actualidad la localidad es considerada un balneario de la comuna de Lota. La Playa de Colcura pose arenas blancas y en ella se permite realizar distintas actividades deportivas. En sus alrededores se encuentran algunos bosques y se han creado diversos restaurantes y servicios.

## Acceso
Para llegar desde Concepción se puede tomar la Autorruta Concepción-Lota, tramo de la Ruta CH-160, hacia el sur, con destino a Lota, pasando por las comunas de San Pedro de la Paz y Coronel. Desde Lota se llega al Valle de Colcura tomando la carretera Fernando Maira (160). En cuanto al transporte público, existen buses rurales e interprovinciales de Arauco que dejan en el lugar, y desde el sector de Lagunillas, Coronel y Lota existen líneas de buses urbanos que transitan con alta frecuencia.